# Маргграф, Вольфганг
Вольфганг Маргграф (нем. Wolfgang Marggraf; 2 декабря 1933, Лейпциг, Свободное государство Пруссия — 21 марта 2023, Лёррах-Бромбах) — немецкий музыковед и музыкальный педагог.

## Биография
В 1952—1957 годах изучал музыковедение и историю искусств в Йенском и Лейпцигском университетах, ученик Генриха Бесселера. В 1964 году защитил в Лейпцигском университете докторскую диссертацию «Тональность и гармония во французской песне от смерти Машо до раннего Дюфаи» (нем. Tonalität und Harmonik in der französischen Chanson vom Tode Machauts bis zum frühen Dufay).
C 1966 года преподавал историю музыки в Веймарской Высшей школе музыки имени Листа, с 1988 года — профессор. В 1990 году стал первым свободно избранным ректором школы и возглавлял её до 1993 года, затем до 1998 года руководил созданным в составе школы Институтом музыковедения.
Автор биографических книг о Франце Шуберте (1967), Джакомо Пуччини (1977), Джузеппе Верди (1982), книг «Бах в Лейпциге» (1985) и «Франц Лист в Веймаре» (1985). Составил сборник статей Листа о музыке (1981). Затем занимался творчеством Йозефа Гайдна, опубликовал книгу «Йозеф Гайдн. Попытка приближения» (нем. Joseph Haydn. Versuch einer Annäherung; 1990); обзорное исследование «Симфонии Йозефа Гайдна» опубликовано онлайн.
По случаю 65-летия Маргграфа в 1999 году был выпущен фестшрифт «Ведь в этих звуках он живёт» (нем. Denn in jenen Tönen lebt es), озаглавленный строчкой из стихотворения Фридриха Шлегеля, положенного на музыку Шубертом (Das Mädchen, D.652).
Сын, Йенс Маргграф (род. 1964) — музыковед, профессор Галле-Виттенбергского университета имени Мартина Лютера.
Умер в возрасте 89 лет в Лёррах-Бромбахе, где жил в последний раз.